# Chloroclystis sierraria
Chloroclystis sierraria är en fjärilsart som beskrevs av Swinhoe 1904. Chloroclystis sierraria ingår i släktet Chloroclystis och familjen mätare. Inga underarter finns listade i Catalogue of Life.